# 초인 플래시
《초인 플래시》(영어: The Flash)는 1990년부터 1991년까지 방영된 드라마다.

## 출연진

### 주연
- 존 웨슬리 십 - 배리 앨런 / 플래시 역
- 어맨다 페이스 - 크리스티나 "티나" 맥기
- 알렉스 데저트 - 훌리오 멘데스

### 조연
- 리처드 벨저 - 조 클라인
- 제이슨 버나드 - 데즈먼드 파월 / 나이트셰이드
- 비토 담브로시오 - 토니 벨로스
- 비프 매너드 - 마이클 프랜시스 머피
- 마이크 지노비스 - 워런 가필드
- 마크 해밀 - 제임스 제시 / 트릭스터
- 조이스 하이저 - 메건 록하트 / 프랭크
- M. 에밋 월시 - 헨리 앨런
- 딕 밀러 - 포즈나이트
- 프리실라 포인터 - 노라 앨런
- 글로리아 루번 - 사브리나
- 로버트 셰인 - 레지
- 마이클 네이더 - 니컬러스 파이크

### 단역
- 코린 보러 - 조이 클라크 / 2대 프랭크
- 리처드 버기 - 커티스 보해넌 / 데들리 나이트셰이드
- 데이비드 캐시디 - 샘 스커더 / 미러 마스터
- 마이클 챔피언 - 레너드 윈터스 / 캡틴 콜드
- 제프리 쿰스 - 지미 스웨인
- 데니즈 크로즈비 - 리베카 프로스트
- 폴라 마셜 - 아이리스 웨스트
- 빌 무미 - 로저 브레인트리
- 크리스토퍼 님 - 브라이언 기디언 박사
- 로이스 네틀턴/셰리 로즈(아역) - 벨 크로커 / 고스티스
- 제리 라이언 - 펄리샤 케인
- 앤서니 스타크 - 러셀 / 고스트
- 팀 토머슨 - 제이 앨런
- 마리코 체 - 린다 박
- 조너선 브랜디스 - 테리 코핸
- 브라이언 크랜스턴 - 필립 모지스
- 마크 다카스코스 - 오사코
- 로버트 오라일리 - 빅터 켈소
- 스벤올레 토르센 - 오메가